# Rorippa columbiae
Rorippa columbiae là một loài thực vật có hoa trong họ Cải. Loài này được (S. Watson) Howell miêu tả khoa học đầu tiên năm 1897.